# Ana Jorge
Ana Maria Teodoro Jorge (ur. 23 września 1949 w m. Lourinhã) – portugalska polityk, lekarka i samorządowiec, posłanka do Zgromadzenia Republiki, minister zdrowia (2008–2011).

## Życiorys
Absolwentka medycyny na Uniwersytecie Lizbońskim (1973), uzyskała specjalizację w zakresie pediatrii (1984). Pracowała w szpitalach Hospital de Dona Estefânia i Hospital Garcia de Orta. W drugiej z tych placówek kierowała oddziałem pediatrii (1996, 2001–2008). Była wykładowczynią szkoły podyplomowej ENSP działającej na Universidade Nova de Lisboa. Pełniła też różne funkcje w administracji zdrowotnej, w tym od 1997 do 2000 kierowała regionalną administracją zdrowotną w Lisboa e Vale do Tejo. Członkini różnych towarzystw lekarskich i organizacji branżowych działających w sektorze zdrowotnym.
W styczniu 2008 objęła stanowisko ministra zdrowia w pierwszym rządzie José Sócratesa. Utrzymała je również w utworzonym w październiku 2009 drugim gabinecie tego premiera, sprawując ten urząd do czerwca 2011. W 2011 z ramienia Partii Socjalistycznej została wybrana do Zgromadzenia Republiki XII kadencji. Od 2009 do 2013 przewodniczyła zgromadzeniu miejskiemu swojej rodzinnej miejscowości.